# Station Wien Meidling
Station Wien Meidling (Philadelphiabrücke) is een van de belangrijkste stations in de stad Wenen. Het ligt in het stadsdeel Meidling en maakt deel uit van de Südbahn. Buiten treinen van de ÖBB kan men er ook overstappen op treinen van de S-Bahn, metro, trams en busvervoer. Ook stoppen de EuroNight en Railjettreinen in het station die verscheidene buitenlandse bestemmingen hebben.

## Perronsporen
Het station beschikt over 8 sporen. De vier noordelijke sporen worden, met uitzondering van de lijnen S5 en S6, bediend door de S-Bahn (sporen 1 en 2 richting Florisdorf, sporen 3 en 4 richting Mödling). Sporen 5 en 6 worden bediend door treinen van de Südbahn. De zuidelijkste sporen worden gebruikt door treinen bestemd voor de Westbahn en S-Bahn lijnen S5 en S6 richting Pottendorf.

## Tijdelijk eindstation tussen 2009 en 2015
Door de werkzaamheden aan het Station Wien Südbahnhof diende Wien Meidling als eindstation voor de meeste treinen van de Südbahn en de Pottendorfer lijn. Deze situatie is ingegaan op 13 december 2009, het moment waarop de werkzaamheden begonnen, en zou in december 2012 weer veranderen als het station Wien Hauptbahnhof in fases zijn deuren zou openen. Tegen december 2015 is de treindienst weer genormaliseerd.

## U-Bahn
Het station van de U6 bevindt zich ten westen van het station en staat door een gang in directe verbinding met het station. Het perron ligt tussen de sporen in. Men kan er de metro naar Florisdorf of Siebenhirten nemen.